# Mjölby stadshotell
Mjölby stadshotell är ett stadshotell i Mjölby. Hotellet ingår i Best Western.

## Historia
Planer på ett stadshotell i Mjölby uppstod i samband med att järnvägen drogs genom orten i slutet av 1800-talet. Hotellet anlades kort efter järnvägens framväxt mitt emot Mjölby järnvägsstation, 1873. Ursprungligen gick hotellet under namnet Järnvägshotellet, men detta ändrades med tiden. När det byggdes på Stora Torget fanns planer ett nytt stadshotell. Detta skulle ligga vid "norra kanten av den blivande Stadshusparken, mellan Kyrkogatan och ån". Dessa planer lades senare på is och blev aldrig förverkligade.
På 1970-talet gjordes en renovering av fasaden där en vittrande putsfasad på den historiska timmerbyggnaden täcktes med plåt. År 2017 köptes stadshotellet av Markus Höglund, Per Andersson och Per Oskar Jonsson av Kenneth Lindblad. Efter Covid-19-pandemin meddelades att byggnaden skulle genomgå en renovering. Dels skulle fasaden förändras, plåten skulle tas bort och ersättas av puts, och dels skulle hotellrum renoveras.